# 화이트아웃 (2000년 영화)
화이트아웃(ホワイトアウト, Whiteout)은 일본에서 제작된 와카마츠 세츠로 감독의 2000년 액션, 스릴러 영화이다. 오다 유지 등이 주연으로 출연하였다.

## 출연

### 주연
- 오다 유지
- 마츠시마 나나코
- 사토 코이치
- 이시구로 켄
- 후키코시 미츠루

### 조연
- 나카무라 카츠오
- 히라타 미츠루
- 쿠도 사이신
- 후루오야 마사토
- 하마다 마나부
- 하야시 히로카즈
- 이시바시 유
- 카와라사키 켄조
- 키카와다 마사야
- 미츠이시 켄
- 모리시타 마히로
- 나리타 카이리
- 니시 요이치로
- 오오니시 타케시
- 사키야마 린
- 시게마투 오사무
- 야마다 타츠오
- 야마지 카즈히로
- 야마사키 쥰
- 하시모토 사토시

## 제작진
- 원작자: 신보 유이치